# 33. Międzynarodowy Festiwal Filmowy w Wenecji
33. Międzynarodowy Festiwal Filmowy w Wenecji odbył się w dniach 21 sierpnia – 3 września 1972 roku. W czasie tej edycji imprezy nie obradowało jury, gdyż w latach 1969-1979 nie przyznawano na festiwalu nagród konkursowych. Swoje wyróżnienia przyznawali za to krytycy filmowi.

## Laureaci nagród
Nagroda FIPRESCI
- Okrutne morze, reż. Khalid Al Siddiq
- Towarzystwo z ograniczoną odpowiedzialnością, reż. Satyajit Ray

Honorowy Złoty Lew
- Charles Chaplin
- Anatolij Gołownia
- Billy Wilder